# Monumento de los partidarios de la tropa GL Mordechaj Anielewicz en Varsovia

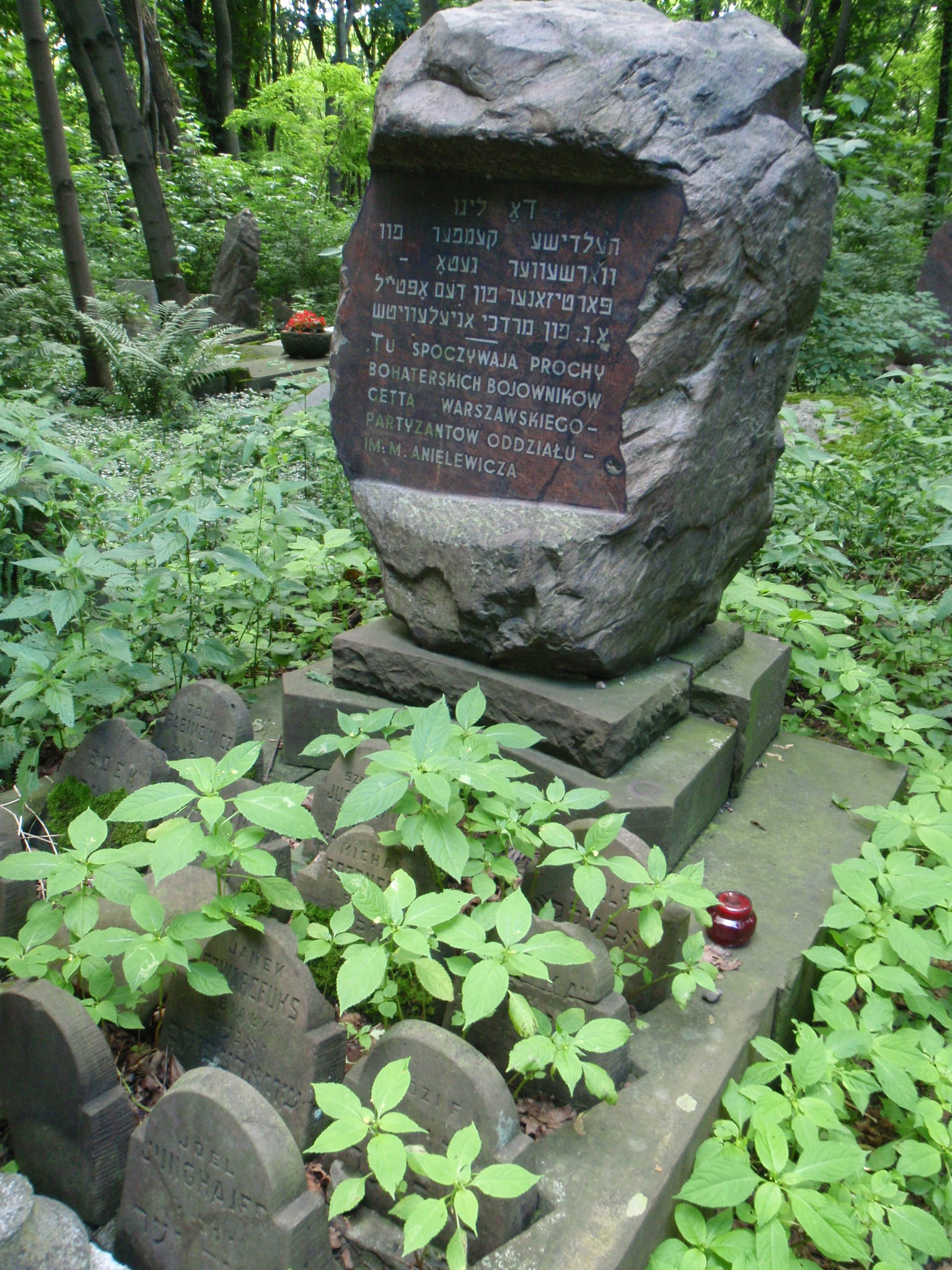
Vista general del monumento

Monumento de los partidarios de la tropa GL Mordechaj Anielewicz en Varsovia: el monumento situado en el cementerio judío en la calle Okopowa en Varsovia que conmemora los insurgentes del gueto de Varsovia entregados a los alemanes y ejecutados en Krawcowizna.

## Descripción
Un monumento modesto se encuentra en la avenida principal del cementerio (parcela 31, fila 3). Consiste en una roca con una placa conmemorativa y tres filas de cuatro placas de arenisca roja. En las placas aparecen nombres o seudónimos de los ejecutados: Adek Jankielewicz, Szmulek Juszkiewicz, Joel Junghajer, Józef Papier, Tola Rabinowicz, Michał Rozenfeld, Janek Szwarcfus, Chaim seud. Cyrenaika, NN seud. Edek, NN seud. Rachelka, NN seud. Rutka, NN seud. Stefan.
Monumento se encuentra en la tumba de doce combatientes judíos que escaparon de la ciudad después de la caída del levantamiento y se refugiaron en los bosques alrededor de Wyszków. Allí se unieron al equipo de Adam Szwarcfus seud. Janek que pertenece a la tropa de la Gwardia Ludowa (en español Guardia del Pueblo) Mordechaj Anielewicz. En agosto de 1943, destruyeron el transporte ferroviario alemán cerca de Urle. Después de una acción exitosa, se retiraron a Krawcowizna donde fueron rodeados por la tropa alemana traídos por un guardabosque local. Solo dos partidarios sobrevivieron.
Después de la guerra, el guardabosque fue condenado a muerte por su comportamiento. Otros equipos de la tropa Anielewicz fueron asesinados en los años 1943-1944, entre otros por la sucursal de NSZ.